# 菊池誠 (建築家)
菊池 誠（きくち まこと、1953年 - ）は、日本の建築家。建築評論家。芝浦工業大学教授。
磯崎新アトリエで、『東京都庁舎（計画案）』『ロサンゼルス現代美術館』『ティーム・ディズニー・ビルディング』、『珠海/海市計画（計画案）』などを担当。同事務所退社後、フリーアーキテクトとして計画案や展覧会などを手掛け、2009年より芝浦工業大学教授。

## 略歴
- 1953　東京都生まれ
- 1978　東京大学大学院（建築学）修士課程修了
- 1978　磯崎新アトリエ勤務
- 2002　磯崎新アトリエ退社後、フリーアーキテクトとして活動
- 2002　東京大学総合研究博物館客員教授
- 現在、芝浦工業大学教授として、研究組織LAPIS (The Laboratory of Architectural Planning Information Systems) を組織

## ビルディングタイプ構想
- 2002 『月|亀|灯台　Moon/Turtle/Lighthouse』-Ｍ博物館増改築計画-
- 2003 『緋縅朱雀　Scarlet Armor』-メインストリートに面する総合大学博物館計画-

## 展覧会
- 2003 『メディアとしての建築 ピラネージからExpo'70まで』展
- 2004 『石の記憶／建築の継承』展計画
- 2007 『世界の表象　オットーノイラートとその時代』展
- 2009 『V.ビエンナーレ国際建築展日本館展示』計画

## 著作
- 1985年 デニス・シャープ 編『合理主義の建築家たち』（彦坂裕　丸山洋志との翻訳）
- 1990年 『貴紳の邸宅—サー・ジョン・ソーン美術館』（磯崎 新、篠山 紀信との共著）
- 1996年 『トランスアーキテクチャー』
- 2005年 『メディアとしての建築』（編訳）
- 2006年 『アーツ・マネジメント』（共著）
- 2009年 『建築の｢かたち｣と｢デザイン｣』（共著）